# 棉布杰克
约翰·拉克姆（1682年12月26日—1720年11月18日），通称棉布杰克或白棉布杰克（Calico Jack），是一个在18世纪早期活跃于加勒比海（主要为巴哈马和古巴附近海域）的英国海盗。其昵称中的“白棉布”是他常穿的衣服布料，而“杰克”则是其本名约翰的昵称。
棉布杰克是海盗黄金时代的著名海盗，本是查尔斯·范恩的舵手，1718年取而代之成為船長。棉布杰克的船员玛丽·里德和安妮·伯尼也颇有名气。1719年他获得英王的免罪状，但次年就重操旧业。然而，不久就被海盗猎人乔纳森·巴尼特逮捕，1720年11月在牙买加的皇家港处以绞刑。